# Язан Аль-Бавваб
Язан Аль-Бавваб (30 жовтня 1999) — палестинський плавець.
Учасник Олімпійських Ігор 2020 року, де в попередніх запливах на дистанції 100 метрів вільним стилем посів 66-те місце і не потрапив до півфіналів.